# 크리스토퍼 히친스
크리스토퍼 에릭 히친스(Christopher Eric Hitchens, 1949년 4월 13일 ~ 2011년 12월 15일)는 영국계 미국인 작가이자 언론인, 평론가이다. 40여년 동안 언론인 생활을 한 히친스는 많은 토크쇼와 순회 강연을 거치면서 대표적인 대중적 지식인이 되었다. 그는 《월스트리트 저널》, 《더 네이션》, 《디 애틀랜틱》 등에서 기고가이자 문학 평론가로서 활동했으며, 저작으로는 《신은 위대하지 않다》, 《자비를 팔다》, 《키신저 재판》 등이 있다.
애연가이자 애주가였던 히친스는 식도암에 걸렸는데, 이것이 폐와 림프절로 전이되어 결국 2011년 12월 15일 텍사스대학교 MD 앤더슨 암센터에서 사망하였다. 역시 무신론 논객으로 유명한 동물행동학자 리처드 도킨스는 히친스를 “우리 시대 최고의 연사, 동료 기수이자 신을 포함한 모든 폭군들에게 대항한 용감한 전사”라고 높이 평가했다.
초창기에는 국제사회주의자, 인터내셔널을 지향했지만 나중에는 점차 회의주의적으로 변해갔고, 그는 우상 파괴자를 자처하였다. 그의 비판은 로마 교황청, 천주교, 개신교, 유대인, 자신의 출세를 위해서 이념을 팔아먹는 지식인 등 여러 사람들로 향했다. 그는 또 공개석상에서 유대인을 혐오할 자유도 보장해야 한다는 취지의 발언을 하여 화제가 되기도 했다.

## 생애

### 초기 활동
1949년 4월 13일 영국에서 태어났다. 그의 아버지 에릭 어니스트 히친스와 이본 진 (히크먼) 히친스는 모두 제2차 세계 대전 당시 스코틀랜드 해군으로 활동하던 중 만나서 결혼하여 크리스토퍼 히친스와 동생 피터 히친스가 태어났다. 그의 어머니 이보네 진은 "렌"(Wren, 영국 왕립 여성 해군)의 멤버였다. 그의 아버지는 순향함 HMS 자메이카(cruiser HMS Jamaica)의 조종사로, 나치 독일과의 전쟁에 참전하였으며 노스 케이프 전투 당시 독일 순양전함 샤른호르스트와의 전투 출전하였다. 어려서 그는 아버지의 임지를 따라 해군기지가 있는 지역으로 이주하면서 성장하였다. 그의 동생 피터는 1951년 몰타의 슬리마에서 태어났다.
그의 아버지쪽 선조들은 침례교 신자들과 칼뱅주의 신자들이 있었고, 어머니 쪽으로는 유대교 가문이었다. 그는 어려서 기독교 종교 학교를 다니면서 신앙 교육을 받았지만, 하나님을 비롯한 신에 대해서 의문을 품기 시작하였다. 그의 어머니는 늘 "이 나라의 상위 클래스는 항상 크리스토퍼가 차지할 것입니다"라며 어린 아들의 재능을 자랑하기도 했다. 7살 때 태비스톡의 마운트 하우스 스쿨(Mount House School)로 진학하고, 스쿨의 고학년반 학생일 때는 스스로 독립, 케임브리지 대학의 리즈 스쿨(The Leys School)로 진학하였다.

### 청년기
케임브리지 대학의 리즈 스쿨을 마친 뒤 옥스포드 대학의 베리얼 대학으로 진학했다. 이때 그는 스티븐 루크의 지도 하에 철학, 정치, 경제 사상 등을 접하였다. 이때 그는 리처드 루엘린의 "푸르른 나의 계곡", 니체의 저서들, 아서 쾨스테르의 "정오의 어둠", 도스토옙스키의 죄와 벌, 리처드 헨리 토니(Richard Henry Tawney)의 종교와 자본주의의 발흥 등의 저서를 섭렵하였다. 그 밖에도 그는 조지 오웰의 저서들을 탐독하였다. 1968년 그는 영국의 TV 대학생 퀴즈 쇼에 참가하여 우승하기도 했다.
1960년대에 히친스는 대학에 재학하면서 사회적 부조리에 대해 분노하기 시작, 좌파적 정치사상의 대열에 합류하였다. 그는 베트남 전쟁, 핵무기 반대, 인종 차별 반대, 그리고 사회적 책임감에 대해 "무책임한 기업", 동성애자 차별 등에 대해 반대, 비판하는 글과 칼럼을 발표하기 시작했다. 이때부터 그는 정치적으로 대항하는 저항 운동에 적극 참여하여 1960년대와 1970년대를 보냈다. 1965년 그는 영국 노동당에 가입하여 노동 활동에도 참여하였다. 그러나 대다수 노동 학생들의 조직 때문에 눈에 띄던 그는, 해럴드 윌슨 총리의 베트남 전쟁 파병을 당내에서 적극 반대하다가 1967년에 다른 노동운동가들과 함께 방출되었다.
그는 피터 세즈윅(Peter Sedgwick)의 영향을 받아 러시아의 혁명 서적과 소련의 반체제 혁명가 빅토르 세르주(Victor Serge), 솔제니친 등의 서적을 영어로 번역, 소개하는 활동을 했다. 1960년대 당시 히친스의 정치적 이데올로기는 트로츠키주의자 이자 안티 스탈린주의 사회주의를 지향하였다. 노동당 가입 직후에는 "작지만 성장 가능한 룩셈부르기스트"를 자처하였다. 그러나 나중에는 유대인을 혐오할 권리를 주장하는 한편, 개신교, 로마 가톨릭, 이슬람교 등 종교 전체에 대한 회의주의로 변모해갔다.

### 언론인 생활

#### 사회주의 언론인 활동
1970년부터 히친스는 대학에 재학하면서 《국제 사회주의》(International Socialism) 잡지의 기자로 일했다. 이 잡지의 기자들은 그를 제외하고 대부분 2000년대의 영국 사회주의 노동자당(British Socialist Workers Party)을 결성하는데 참여한다. 《국제 사회주의》의 멤버들은 크게 트로츠키주의자과 인터내셔널주의자들로, 소련, 중국 중심의 공산주의 국가를 옹호하거나 방어하는데는 부정적이었으며, 정통 트로츠키 그룹과도 다소 차이를 보이는 점은 순수 "노동자 국가"를 지향하는 것이었다. 이들의 구호는 "워싱턴도 아니고 모스크바도 아니며, 오직 국제 사회주의"(Neither Washington nor Moscow but International Socialism)이었다. 그는 이때 옥스퍼드 대학 베리얼 컬리지의 3학년에 재학하고 있었다.
1971년에 그는 야간반으로 학교를 다녔고, 그는 《국제 사회주의》지의 사회 과학부문 담당 기자가 되었다. 그러나 곧 해고 당한다. 해고 직후 그는 ITV의 프로그램 "Weekend World"의 진행을 맡아보게 되었다.

#### 영국 언론인 활동
1973년 옥스포드 대학 베리얼 컬리지를 졸업하고 《뉴 스테이스맨》(New Statesman) 지에 입사, 기자가 되었다. 이때 만난 편집장 마틴 에이미스(Martin Amis)와 이언 매큐언은 그의 절친한 친구가 된다. 《뉴 스테이스맨》 지에서 재직 중 키신저, 베트남 전쟁, 기독교 등을 비난하는 글과 칼럼들, 그밖에 정치, 사회에 대한 풍자와 논리로 조롱하는 글을 발표하여 화제가 되었다. 키신저 당시 미국 국무장관이 베트남 전쟁 도발과 철수를 주도한 인물이라고 비판했고, 피노체트를 은근히 지원하는 등의 행동을 했다며 전쟁 범죄자로 비판하면서 명성을 얻었다. 그는 키신저에 대해 "냉전 무렵 미국이 개입된 각종 더러운 일들을 배후에서 조종한 전쟁 범죄자"라고 신랄하게 비판했다.
1973년 11월, 히친스의 어머니 이본이 그리스 아테네에서 자신의 애인과 함께 동반 자살을 계획하여 자살하였다. 어머니 이본의 연인은 티머시 브라이언이라는 이름의 성직이 박탈 당한 전직 성직자였다. 그들은 아테네의 어느 호텔 객실의 인접한 방에서 각자 수면제를 과다 복용하고 브라이언은 자신의 손목을 칼로 그었다. 히친스는 즉시 어머니의 시신을 수습하러 혼자 아테네로 건너갔다. 히친스는 자신의 어머니는 불행한 결혼생활과 긴장 때문이라고 본 반면, 그의 아버지는 자신의 부정을 숨기기 위해서 자살한 것으로 봤다. 어머니가 자살할 당시 그녀의 두 아이는 독립적인 성인이었다.
그리스에 있는 동안, 히친스는 그리스의 군사정권에 대한 헌법의 위기를 다룬 "constitutional crisis of the military junta"라는 기사를 《뉴 스테이스맨》지에 발표했다. 1977년 그는 《뉴 스테이스맨》을 떠나 《데일리 익스프레스》지의 외국 외신 파견기자가 되었다. 그러나 1979년에 다시 《뉴 스테이스맨》으로 되돌아 왔다. 한편 그는 개신교와 로마 가톨릭을 비판하면서 명성을 얻었다.

#### 미국 언론인 활동
1981년 《뉴 스테이스맨》의 에디터 교환 정책에 따라 그해 미국으로 건너가 《뉴 스테이스맨》지의 미국 지사인 미국 《뉴 스테이스맨》 지와 《더 네이션》지의 기자가 되었다. 그리고 그해 《더 네이션》지에 입사하였으며, 그는 강렬한 논조로 레이건과 부시 행정부의 미국의 대 외교 정책, 남아메리카, 중앙아메리카 정책, 일부 기독교 근본주의자들을 비난하는 논조의 칼럼과 글들을 발표하였다. 한편 그의 아버지는 1987년 식도암으로 사망하였다. 미국 체류 이후에는 뉴스쿨 교양학부 교수로 재직하며 방송과 기고 등의 활동을 했다.
1992년에는 《배너티 페어》(Vanity Fair) 지의 편집인이 되었다. 2007년 4월 히친스는 미국 시민권자가 되고, 2008년 9월에는 후버 연구소의 회원이 되었다. 1998년 경부터는 한국에도 그의 저서와 칼럼들이 소개되고, 2001년 이후에는 그의 저서들이 한국어로 번역되어 유통되기 시작하였다.

#### 자유주의자로 변신
2000년대 이후 그는 사회주의자에서 회의주의자, 자유주의자 성향으로 변모하였다. 한편 히친스는 회의주의자로 변화하기 전에 한때는 미국의 작가이자 논객인 고어 비달의 후계자로도 지명되었다. 고어 비달은 자신의 입으로 히친스가 자신의 후계자 내지는 황태자라고 지칭할 정도였었다. 그러나 히친스가 비달의 수정주의를 정면 비판하면서 그와의 관계는 틀어지게 된다. 그는 말년에 '지금까지 알려진 것들을 부정하고 괴팍한 수정주의의 주장을 퍼뜨리는' 비달을 '미치광이'라고 비판하며 '부자관계', '스승과 제자 관계'를 단호하게 거부했다.
2001년에는 마더 테레사에 대해 로마 교황청에서 시성(諡聖)을 하려 하자 그는 테레사 수녀의 의혹을 지적하면서 반대 주장을 펼쳤다. 결국 그는 가톨릭 교회가 테레사 수녀의 시성에 대한 찬반 여론을 청취할 때, 교황청의 요구로 시성을 반대하는 반대측 증거를 제시하는 ('악마의 대변인'이라고도 불리는) 역할을 하였다. 이때 내놓은 증거들은 2008년에 출간한 그의 저서 《자비를 팔다》의 주제가 되었다.
또한 에릭 홉스봄을 빨갱이 에릭(Eric the Red)이라고 비판하기도 했다. 2003년 에릭 홉스봄의 자서전이 미국에서 출간됐을 때 칼럼니스트이자 ‘뉴스쿨’ 교수인 크리스토퍼 히친스는 《뉴욕 타임스》에 쓴 서평의 제목도 ‘빨갱이 에릭’이었다.

### 생애 후반

#### 무신론 활동
2005년 9월 ~ 10월 미국 외교전문지 《포린 폴리시》와 영국 정치평론지 《프로스펙트》가 자체 선정한 지성인 100명의 명단을 갖고 9월부터 10일까지 온라인 독자 2만여 명을 상대로 실시한 장기 투표 결과가 나왔다. 투표 결과 미국 외교정책을 비판해 온 언어학자 놈 촘스키, ‘장미의 이름’ ‘푸코의 추’의 저자 움베르토 에코, ‘이기적 유전자’의 저자 리처드 도킨스, 체코 벨벳혁명의 주인공으로 대통령을 지낸 극작가 바츨라프 하벨, 이슬람의 얼굴을 가진 파시즘을 비판해 온 저널리스트 크리스토퍼 히친스가 각각 1∼5위를 차지했다. 10위권에서 제2차 세계대전 이후 태어난 사람은 각각 미국과 영국에서 활동 중인 히친스(56), 살만 루슈디(58) 등 2명뿐이었다.
2007년 미국 앨 샤프턴 목사가 공화당 대선주자 밋 롬니의 백악관 입성을 하나님을 믿는 우리들이 저지하게 될 것이라고 하면서 롬니를 공격했다고 워싱턴포스트닷컴이 9일 보도하였다. 그러자 그는 하나님이 위대한 존재이냐며 지금이 종교가 정치를 통제하는 제정일치 사회이냐고 조롱했다. 이후 앨 샤프턴과 공개 논쟁을 벌이게 됐다. 5월 7일 뉴욕 퍼블릭 라이브리에서 히친스는 자신의 저서 《하나님은 위대하지 않다》를 놓고 샤프턴과 논전을 벌였다.
2007년 8월 오랫동안 하느님을 겪으려 해도 하느님이 눈에 보이지 않는다며 고통을 호소한 테레사 수녀의 편지가 공개되었다. 테레사 수녀의 10주기를 기념하여 발간된 책 속의 , 테레사 수녀가 고해 신부에게 보낸 40여 통의 편지에서 “보려 해도 보이지 않고 들으려 해도 들리지 않으며 기도하려 해도 말이 나오지 않는다.”며 신의 존재를 느끼지 못하는 고통을 호소하였다는 것이다. 이에 대해 영국과 미국을 넘나들며 공격적인 무신론을 주장하는 논객 히친스는 한 방송국 난상토론 자리에서 “아주 감동적이고 정직한 고백”이라며 환영했다.

#### 최후
2007년 히친스는 《배너티 페어》에서의 공적을 인정받아 "National Magazine Award" 상을 수상받았고, 카테고리 "Columns and Commentary"에 선정되었다. 2011년에 식도암으로 투병 중일 때에도 다시 한번 "National Magazine Award" 상을 헌정받았다. 2011년에는 미국의 온라인에서 설문한 100대 지식인의 한 사람으로 선정되었다. 그가 죽기 직전에는 새로 발견된 소행성은 그의 이름을 따서 소행성 5701 히친스(Asteroid 57901 Hitchens)로 명명되었다.
2010년 6월 히친스는 자신의 회고록 홍보차 뉴욕 투어를 하고 있었다. 그러나 발병한 식도암의 통증으로 회고록 발표를 연기하게 되었다. 2011년 4월에는 미국 무신론자 대회에 참석할 예정이었으나 취소하게 된다. 10월 휴스턴에서 개최된 "Texas Freethought"에 참석하였다. 식도암이 폐와 림프절 등으로 전이되면서 병원에 입원하여 2011년 12월 15일 사망하였다.

## 저서
- 《신은 위대하지 않다》
- 《자비를 팔다》
- 《토머스 페인의 인간의 권리》
- 《토머스 제퍼슨》
- 《길고도 짧은 전쟁》
- 《헨리 키신저 재판》
- 《조지 오웰의 승리》

## 수상 경력
- Lannan Literary Award for Nonfiction (1991)
- National Magazine Award for Columns (2007, 2011)
- Richard Dawkins Award (2011)
- LennonOno Grant For Peace (2012)
- PEN/Diamonstein-Spielvogel Award
- for the Art of the Essay (2012)

## 사상과 신념

### 키신저 전범론
헨리 키신저만큼 논란에 휩싸여 있는 인물은 없다. 1970년대 미국-소련 데탕트와 미국-중국 관계 정상화를 실현한 20세기 최고의 외교전략가라는 평이 있는가 하면, 미국의 이익을 위해선 약소국쯤은 쉽게 짓밟아버리는 책략가이자 비밀외교의 신봉자라는 평도 있다.
히친스는 한국에서도 번역 출간된 《키신저 재판》이란 책에서 키신저를 역사의 법정에 세워야 할 전범으로 규정하기도 했다. 베트남 전쟁 평화협상을 고의로 지연시켰고, 칠레의 아옌데 정권을 무너뜨리고 피노체트 군사 독재정권의 수립을 돕는 등 많은 범죄를 저질렀다는 것이다.

### 종교에 반대하는 이유
2007년에는 히친스의 저서 《신은 위대하지 않다: 종교에 반대하는 이유》가 찬반 논란을 불러일으켰지만 서적 평론가들로부터는 야유보다 갈채를 더 많이 받았다. 그는 자신이 종교를 반대하는 이유로 로마 가톨릭, 개신교, 이슬람교, 유대교의 독선과 불관용, 기타 아시아권 국가들의 종교에서도 나타나는 불관용과 교조주의를 그 이유로 들었다.
히친스는 이렇게 주장한다. “고대의 신앙인들은 자연현상의 이치를 모른 채 신의 이야기만 들었던 ‘인류의 선사시대’에 살았다. 그러나 다윈이 인간의 기원을 설명했고 아인슈타인이 우주의 시작을 밝혔기 때문에 맹목적인 신앙에 대한 변명은 설자리를 잃었다." 그는 종교와 신앙은 인간의 공포감이 만들어낸 허상이라고 보았다. 그는 사회주의자에서 자유주의, 회의주의로 전향한 뒤에도 종교에 대한 비판을 계속하였다.

### 신은 없다
2007년 8월 로마 가톨릭 신자이면서도 50년간 하느님은 존재하느냐며 번민, 회의를 품었던 테레사 수녀의 편지가 공개되자, 그는 당연한 것이라고 비꼬았다. ‘신의 존재를 느끼지 못했다’는 테레사 수녀의 번민을 고백한 비밀편지가 공개되면서 그의 삶과 신앙이 재조명되고 있다. AP통신은, 평온하고 강한 신앙을 지닌 듯 했던 외면과 다르게 마음 속으로는 무려 50년 동안 신의 존재에 의문을 품고 고통스러워 했다는 사실이 비신자와 종교인들에게 각기 다르게 해석되고 있다고 2007년 8월 25일 보도했다. 히친스는 종교적 믿음 자체가 공허한 것이라며 주말 신앙생활은 사람들과의 만남을 위한 모임, 교회와 성당은 연애하기 위해 찾아가는 장소에 지나지 않는다고 비꼬았다. 테레사 수녀의 편지가 공개되자 그는 종교적 믿음 자체가 얼마나 허무하고 공허한 것인지를 보여주는 확실한 증거라고 지적했다.
2007년 8월 초 미 시사주간 《타임》 최신호에서는 테레사 수녀의 비밀 편지를 담은 신간 《마더 테레사 : 와서 내 빛이 되라》의 주요 내용을 공개했다. 10년 만에 공개된 편지 중에는 “나는 무엇을 위해 일합니까? 하느님이 없다면 영혼도 없고, 영혼이 없다면 예수님 당신도 진실이 아닙니다”라며 신의 존재에 강하게 회의하는 내용도 들어 있다. 신의 존재에 대한 냉혹한 비판서인 《미셔너리 포지션》과 무신론 서적인 《신은 위대하지 않다》의 저자인 크리스토퍼 히친스는 “테레사 수녀도 종교가 인간이 만들어 낸 것이라는 사실을 깨달았으며, 그의 계속된 신앙고백은 자신이 빠진 함정을 더 깊게 파는 역할을 했을 뿐”이라고 비꼬았다.
그는 종교나 신은 인간이 선택한 문화적 장치에 불과하다고 주장한다.

## 평가
리처드 포스너는 그를 최고의 지식인 중의 한 사람으로 꼽았다. 2005년의 한 인터뷰에서 리처드 포스너는 주저없이 영국 언론인 앤드루 설리번과 크리스토퍼 히친스를 꼽았다. “두사람 모두 보수적 정치관을 지녔지만 시대를 읽는 감각이 뛰어나다”는 게 그 이유다.

## 기타
2007년 미국 시러큐스 대학의 아서 브룩스 교수는 그러나 유럽에 비해 월등히 강한 종교적 색채에도 불구하고 미국인 가운데 상당수는 미국 대선에 종교적 수사가 넘쳐나는 것을 경계한다고 지적했다. '밖으로 드러내지 못할 뿐이지 무신론에 동조하는 미국인들도 적지 않다'는 것이다. 브룩스 교수는 그 증거로 리처드 도킨스 영국 옥스퍼드대 교수의 《만들어진 신》(The God Delusion)’과 크리스토퍼 히친스의 《신은 위대하지 않다》(God is not Great) 등의 반종교적인 저서가 최근 미국에서 베스트셀러 자리에 오른 점을 꼽았다.

## 같이 보기
| - 불가지론 - 리처드 도킨스 - 프리드리히 니체 - 지그문트 프로이트 - 카를 융 - 고어 비달 | - 무신론 - 브루스 커밍스 - 위르켄 하버마스 - 래리 플린트 - 조지 오웰 |